# WelCon
WelCon(Well-made K-Content)은 한국콘텐츠진흥원의 지원사업, 콘텐츠 수출 및 해외시장 관련 정보, 유관기관의 콘텐츠 해외 진출 정보까지 열람할 수 있는 기업 맞춤형 콘텐츠수출마케팅플랫폼이다. 해외진출을 고려하고 있거나 해외진출을 시작한 국내 중소기업들에 수출 및 해외시장에 관한 심층정보와 전문 컨설팅 서비스를 제공하고 있다.

## 주요기능 및 제공정보

### WelCon

##### 행사/사업정보
- 국내외 콘텐츠 행사/사업의 기본정보와 모집안내
- 참가신청
- 디렉토리북
- 비즈매칭

##### 수출정보
- 최신 K-콘텐츠 뉴스
- 콘텐츠관련 유관기관 사업안내
- 전 세계 33개국/8개 콘텐츠 장르 해외시장 동향 분석 보고서
- 해외 콘텐츠 현지 소식
- 해외시장 심층분석 리포트
- 세계 각지의 한류 이슈
- 각 대륙별 규제 및 지식재산권

##### 비즈니스
- 온라인, 화상 상담 등 해외진출상담
- 수출기업/수출준비기업의 수출역량진단 서비스

### WelCon 마켓플레이스

##### Store
- 기업 개별 홍보사이트인 콘텐츠 전시관 및 개별 URL 제공

##### Showroom
- 마켓/행사별 홍보관 제공

##### Product
- 장르별 콘텐츠 소개

##### Company
- 회사 소개

##### Buying Offer
- 바이어의 구매 요청정보 제공

##### Inquiry
- 채팅 형식의 온라인 상시 인콰이어리 송수신 기능
- 화상상담 지원

## 연혁
- 2016년 8월: WelCon 웹사이트 개설
- 2020년 12월: WelCon 시스템 리팩토링
- 2021년 12월: WelCon 마켓플레이스 웹사이트 개설

## 유관기관
- 문화체육관광부
- 대한무역투자진흥공사
- 한국국제문화교류진흥원
- 한국국제교류재단
- 한국문화정보원
- 한국무역협회